# دهه ۱۷۰ (پیش از میلاد)
دهه ۱۷۰ (پیش از میلاد) هفدهمین دهه قبل از مبدا شروع تقویم میلادی است.